# Telopora watersi
Telopora watersi is een mosdiertjessoort uit de familie van de Cerioporidae. De wetenschappelijke naam van de soort is, als Supercytis watersi, voor het eerst geldig gepubliceerd in 1915 door Harmer.